# Dana Ivgy
Dana Ivgy (en hébreu : דאנה איבגי), née à Tel Aviv (Israël) le 3 avril 1982, est une actrice israélienne.

## Biographie
Dana Ivgy, fille de l'acteur Moshe Ivgy et de l'actrice Irit Sheleg (he), naît et grandit à Tel Aviv. À l'âge de douze ans, en 1992, elle apparaît aux côtés de son père dans le film Angels on the Wind. Un an plus tard, elle joue dans Zohar (he) réalisé par Eran Riklis, film qui dépeint la vie du chanteur Zohar Argov. En 1999, à 17 ans, elle obtient son premier rôle principal dans le court métrage dirigé par Alon Zingman (he), Toothache (2000).
En 2004, sa performance dans Mon trésor lui vaut l'Ophir de la meilleure actrice et des prix dans des festivals à Bratislava (Slovaquie) et au Mexique, ces derniers partagés avec l'actrice Ronit Elkabetz. S'enchaînent des rôles principaux dont en 2009, celui de Mali dans Jaffa de Keren Yedaya, film pour lequel elle est sélectionnée aux Ophirs, puis en 2013 celui de Dana dans Cupcakes d'Eytan Fox et en 2014, celui de Zohar dans la comédie dramatique Zero Motivation de Talya Lavie.
Elle est également cofondatrice de la compagnie de théâtre Tziporela (he).

### Vie personnelle
Dana Ivgy est mariée à l'artiste plasticien Itamar Shimshony (he) avec qui elle a un fils, né en décembre 2013.

## Filmographie partielle
- 1993 : Zohar (he)
- 2002 : Broken Wings de Nir Bergman
- 2004 : Mon trésor de Keren Yedaya

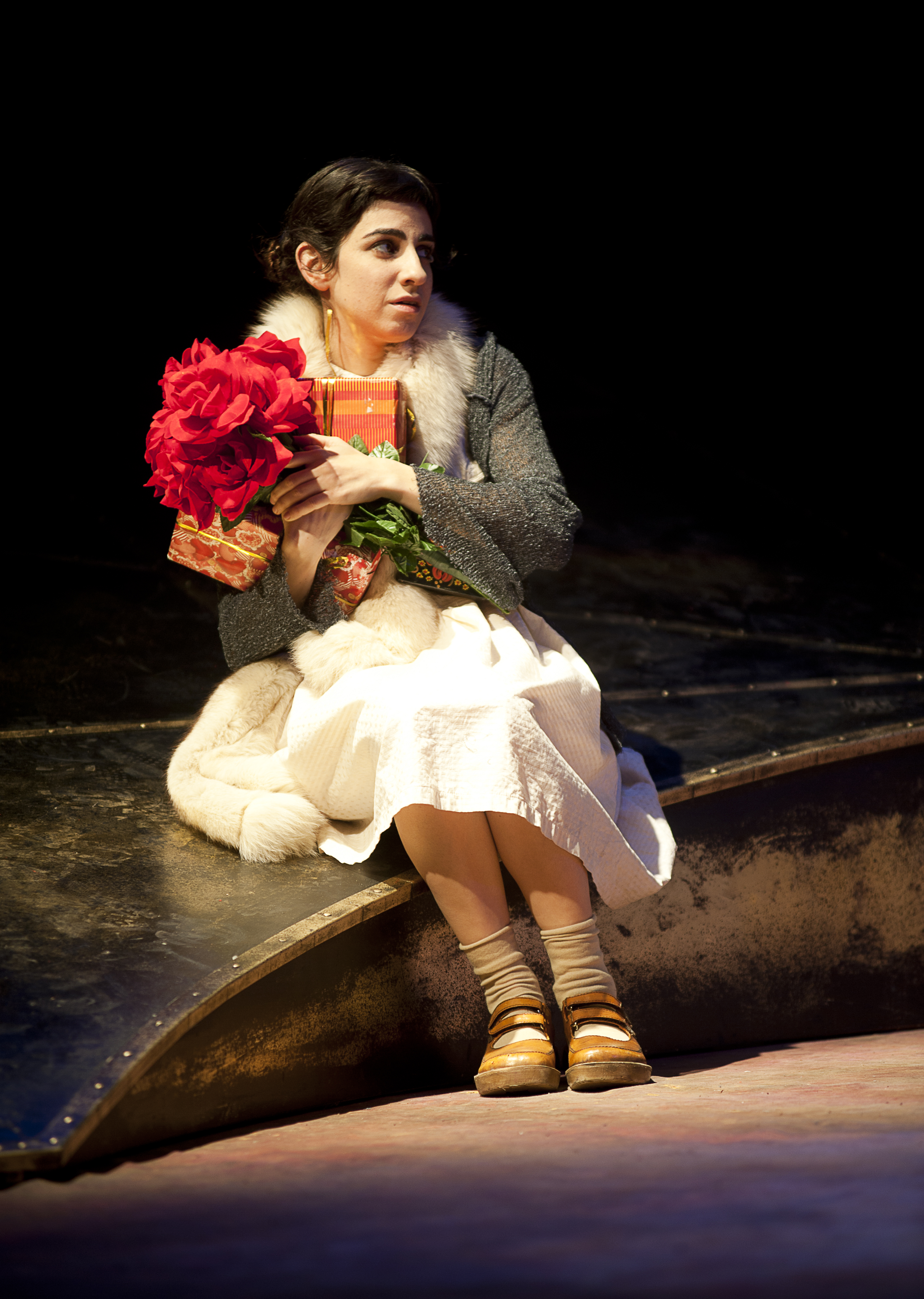
Dana Ivgy, dans la pièce Yvonne, princesse de Bourgogne (2011).

- 2006 : Petits Héros
- 2006 : Aviva, My Love (Aviva Ahuvati) de Shemi Zarhin (en)
- 2007 : Désengagement d'Amos Gitaï
- 2007 : Ha-Sodot
- 2009 : Jaffa de Keren Yedaya
- 2013 : Cupcakes d'Eytan Fox
- 2014 : Zero Motivation de Talya Lavie
- 2014 : At Li Layla (en) d'Asaf Korman (he)
- 2022 : Savoy de Zohar Wagner

## Théâtre
- 2011 : Yvonne, princesse de Bourgogne de Witold Gombrowicz

## Chanson
En 2015, Dana Ivgy sort son premier album, "ID", qui a reçu des critiques élogieuses.
La chanson Dance It, qu'elle a écrite, composée et enregistrée en collaboration avec Daniela Spector (he) sort en 2018. Elle est incluse sur l'album de Spector, "At Beginning".

## Distinctions
Dana Ivgi a remporté trois Ophirs, pour ses rôles dans les films Mon trésor, Zero Motivation et You Are My Night. C'est le record de récompenses pour une actrice israélienne, recordqu'elle partage avec Ronit Elkabetz et Anat Waxman.